# Wahlbezirk Böhmen 86
Der Wahlbezirk Böhmen 86 war ein Wahlkreis für die Wahlen zum Abgeordnetenhaus im österreichischen Kronland Böhmen. Der Wahlbezirk wurde 1907 mit der Einführung der Reichsratswahlordnung geschaffen und bestand bis zum Zusammenbruch der Habsburgermonarchie.

## Geschichte
Nachdem der Reichsrat im Herbst 1906 das allgemeine, gleiche, geheime und direkte Männerwahlrecht beschlossen hatte, wurde mit 26. Jänner 1907 die große Wahlrechtsreform durch Sanktionierung von Kaiser Franz Joseph I. gültig. Mit der neuen Reichsratswahlordnung schuf man insgesamt 516 Wahlbezirke mit je einem zu wählenden Abgeordneten, die durch Direktwahl mit allfälliger Stichwahl bestimmt wurden. Der Wahlkreis Böhmen 86 umfasste die Städte Komotau, Oberdorf, Preßnitz, Weipert und Sebastiansberg. Aus den beiden Reichsratswahlen 1907 und 1911 ging jeweils Raphael Pacher von der Deutschradikalen Partei als Sieger hervor.

## Wahlergebnisse

### Reichsratswahl 1907
Die Reichsratswahl 1907 wurde am 14. Mai 1907 (erster Wahlgang) sowie am 23. Mai 1907 (Stichwahl) durchgeführt.

#### Erster Wahlgang
| Kandidat                                                              | Partei                     | Wahlkreis- stimmen | Prozent |
| --------------------------------------------------------------------- | -------------------------- | ------------------ | ------- |
| Raphael Pacher                                                        | Freialldeutsche Partei     | 3309               | 49,7 %  |
| Robert Hoinkes                                                        | Sozialdemokratische Partei | 2734               | 41,1 %  |
| Anton Jerabek                                                         | Christlichsoziale Partei   | 561                | 8,4 %   |
|                                                                       | Sonstige Parteien          | 24                 | 0,4 %   |
| Wahlberechtigte: 7928, Ungültige Stimmen: 32, Wahlbeteiligung: 84,0 % |                            |                    |         |

#### Stichwahl
| Kandidat                                                              | Partei                     | Wahlkreis- stimmen | Prozent |
| --------------------------------------------------------------------- | -------------------------- | ------------------ | ------- |
| Raphael Pacher                                                        | Freialldeutsche Partei     | 4038               | 58,9 %  |
| Robert Hoinkes                                                        | Sozialdemokratische Partei | 2812               | 41,1 %  |
| Wahlberechtigte: 7921, Ungültige Stimmen: 83, Wahlbeteiligung: 87,5 % |                            |                    |         |

### Reichsratswahl 1911
Die Reichsratswahl 1911 wurde am 13. Juni 1911 durchgeführt. Die 20. Juni 1911 abgehaltenen Stichwahlen entfielen für den Wahlkreis auf Grund der absoluten Mehrheit im ersten Wahlgang.

#### Erster Wahlgang
| Kandidat                                                              | Partei                     | Wahlkreis- stimmen | Prozent |
| --------------------------------------------------------------------- | -------------------------- | ------------------ | ------- |
| Raphael Pacher                                                        | Deutschradikale Partei     | 3722               | 51,4 %  |
| Karl Czermak                                                          | Sozialdemokratische Partei | 3091               | 42,7 %  |
| Anton Gangerle                                                        | Christlichsoziale Partei   | 371                | 5,1 %   |
|                                                                       | Sonstige Parteien          | 55                 | 0,8 %   |
| Wahlberechtigte: 8822, Ungültige Stimmen: 73, Wahlbeteiligung: 82,9 % |                            |                    |         |